# Bia (sèrie de televisió)
Bia és una sèrie de televisió juvenil Argentina creada per Marina Efron, Carmen López-Areal i Jorge Edelstein, produïda per Non Stop i Pegsa Group en col·laboració amb Disney Channel Latin America. L'elenc principal de la sèrie va estar liderat per Isabela Souza, Julio Peña, Gabriella Di Grecco, Fernando Dente, Agustina Palma, Giulia Guerrini, Andrea De Alba i Guido Messina.
La primera temporada es va emetre a Disney Channel entre el 24 de juny i el 8 de novembre de 2019. La segona i darrera temporada es va emetre entre el 16 de març i el 24 de juliol de l'any 2020. El 2021 es va llançar l'episodi especial titulat Bia: Un mundo al revés per Disney+.

## Elenc

### Elenc principal
- Isabela Souza com a Beatriz «Bia» Urquiza.
- Julio Peña com a Manuel Gutiérrez.
- Gabriella Di Grecco com a Ana Da Silvo / Helena Urquiza.
- Fernando Dente com a Víctor Gutiérrez.
- Agustina Palma com a Celeste Quintero.
- Giulia Guerrini com a Chiara Callegri.
- Andrea de Alba com a Carmín Larguardia.
- Guido Messina com a Alex Gutiérrez.
- Daniela Trujillo com a Isabel Pixie Ocaranta.
- Micaela Díaz com a Daisy Durant.
- Julia Argüelles com a Mara Morales.
- Alan Madanes com a Pietro Benedetto Jr.
- Rhener Freitas com a Thiago Kunst.
- Esteban Velásquez com a Guillermo Ruíz.
- Rodrigo Rumi com a Marcos Golden.
- Luis Giraldo com a Jhon Caballero.
- Valentina González com a Aillén.
- Jandino com ell mateix.
- Sergio Surraco com a Antonio Gutiérrez.
- Mariela Pizzo com a Paula Gutiérrez.
- Estela Ribeiro com a Alice Urquiza.
- Alejandro Botto com a Mariano Urquiza.
- André Lamoglia com a Luan.

### Elenc secundari
- Florencia Tassara com a Beatriz Bia Urquiza (de nena).
- Nicolás Domini com a Lucas Gutiérrez.
- Sebastián Sinnott com a Charly.
- Santiago Sapag com a Milo.
- Simón Tobías com a Hugo Landa Indy House.
- Sebastián Villalobos com ell mateix.
- Kevsho com ell mateix.
- Katja Martínez com a Jazmín Carbajal.
- Malena Ratner com a Delfina Delfi Alzamendi.
- Mirela Payret com a Lucía Quemola.
- Macarena Suárez com a Trish.
- Hylka Maria com a Alana.
- Felipe González Otaño com a Zeta Benedetto.
- Facundo Gambandé com a Marcelo.
- Camila Vaccarini com a Valeria.
- Twin Melody com elles mateixes.
- Alfonso Burgos com a Julián.
- Leo Trento com a Carlos Benedetto / Pietro Benedetto Sr.
- Calle i Poché com elles mateixes.
- Clara Marz com ella mateixa.
- Ana Wasbein com a Julia.
- Ana Carolina Valsagna com a Florencia.
- Mariano Muente com a Claudio Gutiérrez.
- Jimena González com a Antonia Svetonia.
- Sebastián Holz com a Silvio.
- Daniela Améndola com a Chloe.
- Lourdes Mancilla com a Camila.
- Nicole Luis com a Soledad.
- Mariana Redi com a Luciana.
- Neira Mariel com a Uma.
- Facundo Rodríguez Casal com ell mateix.
- Connie Isla com ella mateixa.
- Gian Pablo "Giian Pa" com ell mateix.
- Mario Ruiz com ell mateix.
- Agustín Bernasconi i Maxi Espindola (MYA) com ells mateixos.
- Pautips com ella mateixa.
- Ximena Palomino com a Olivia.
- Maximiliano Sarramone com a Juan.
- Robbie Newborn com a Ruben.
- Julia Zenko com una vident.

## Banda sonora
- Así yo soy (2019)[10]
- Si vuelvo a nacer (2019)[11]
- Grita (2020)[12]
- Bia: Un mundo al revés (2021)[13]